# Номинал (деньги)

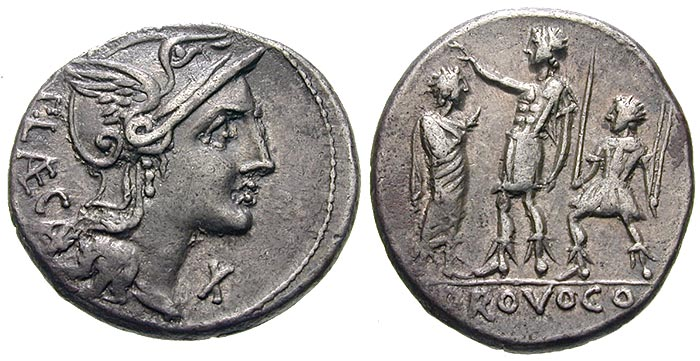
Республиканский денарий с указанием номинала X (=10 ассов)

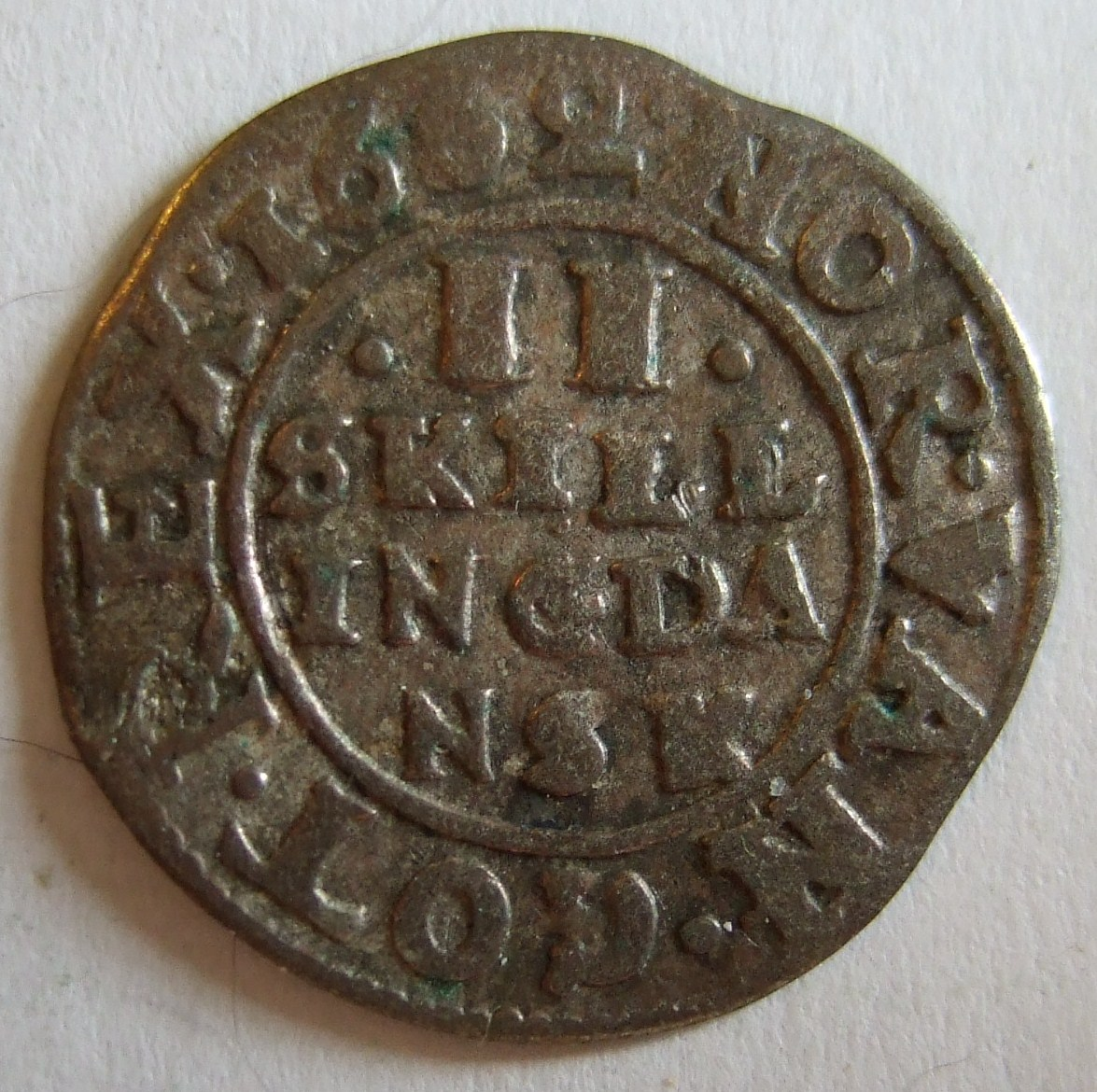
2 скиллинга, Норвегия, 1662 — один из ранних случаев обозначения номинала на монете в постсредневековой Европе

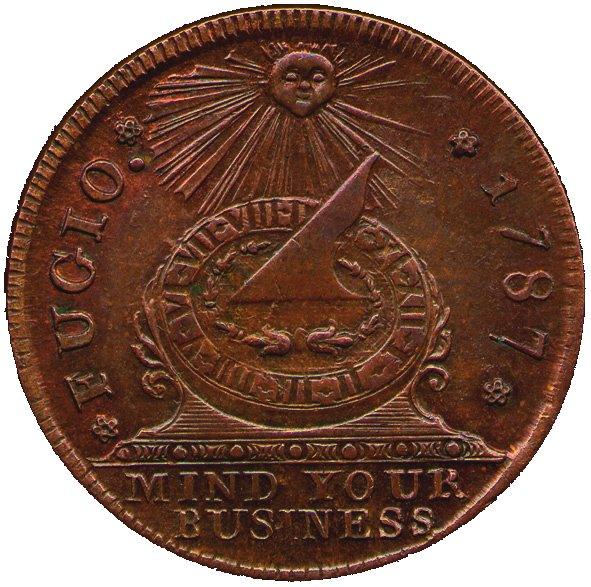
Фугио-цент (первая разменная монета независимых США), 1787, без обозначения номинала.

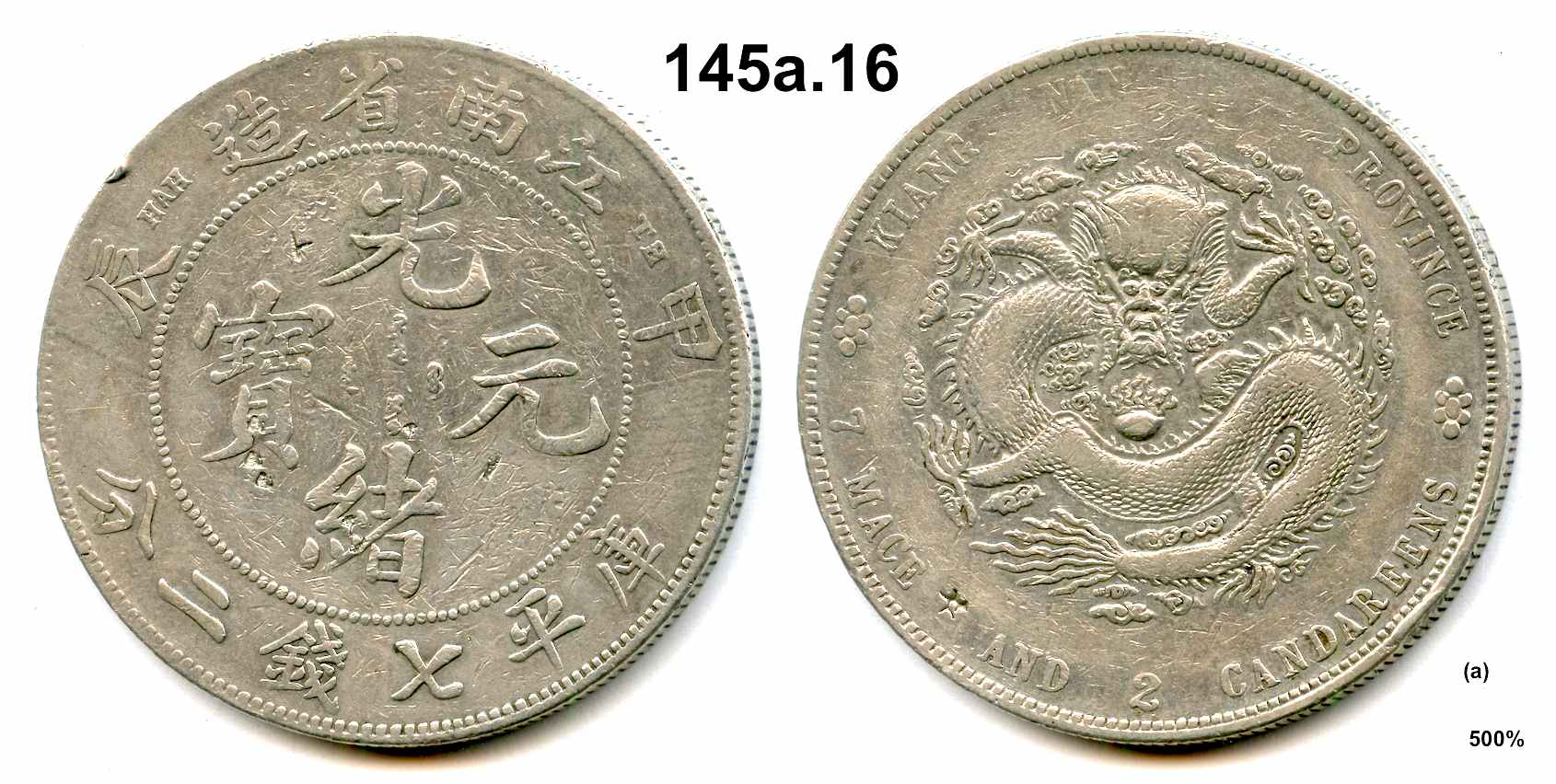
Китайская серебряная монета, 1904, номинал — в весовых единицах серебра.

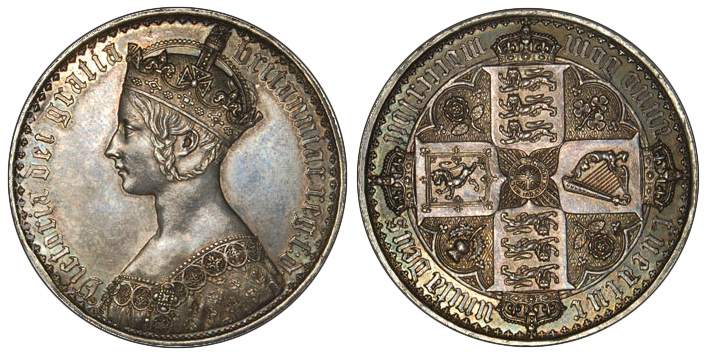
Британская крона (5 шиллингов), 1847, без обозначения номинала.

Британская крона в память У. Черчилля, 1965, без обозначения номинала.

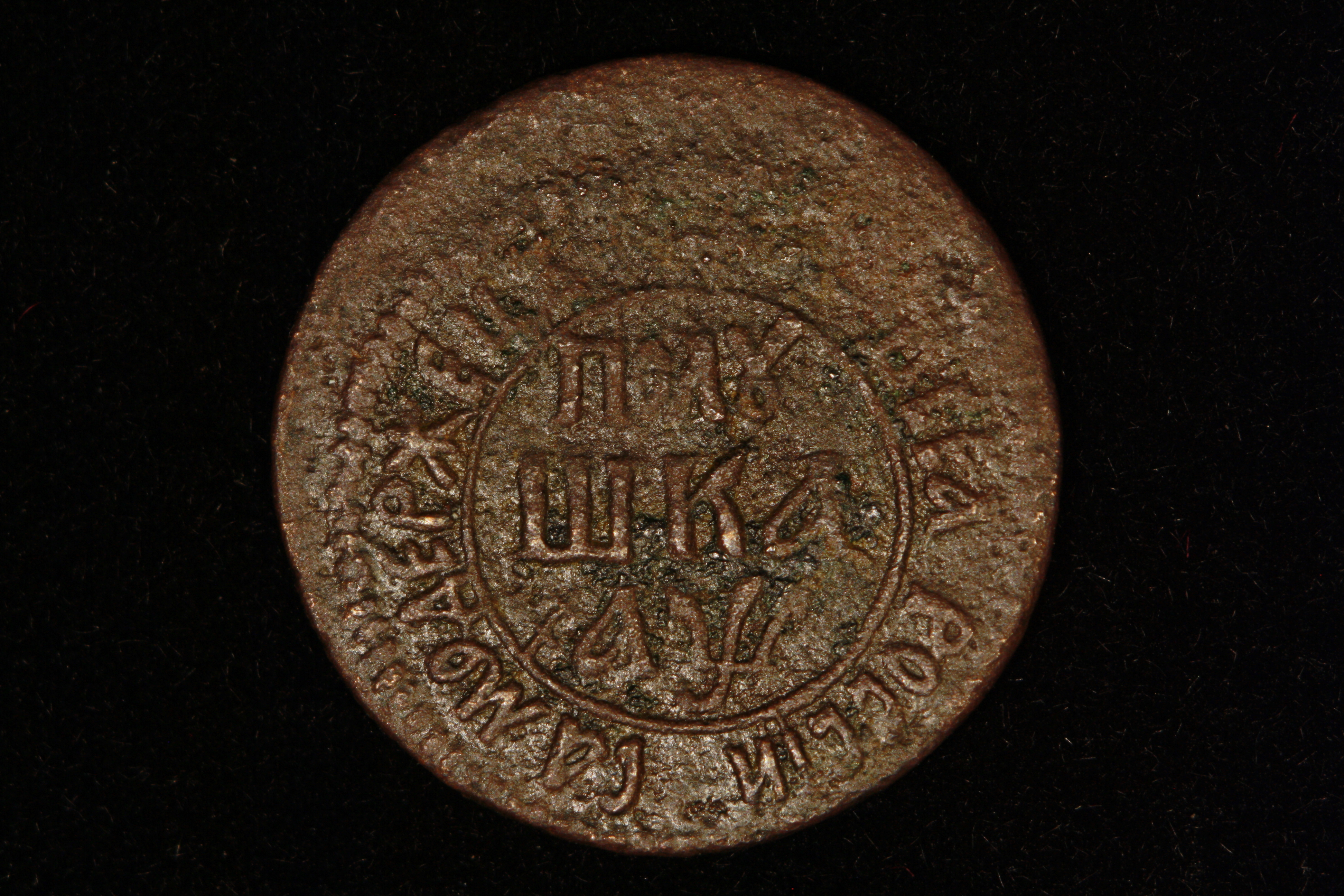
Полушка (1/2 денги = 1/4 копейки) Петра Первого, 1700, с обозначением номинала.

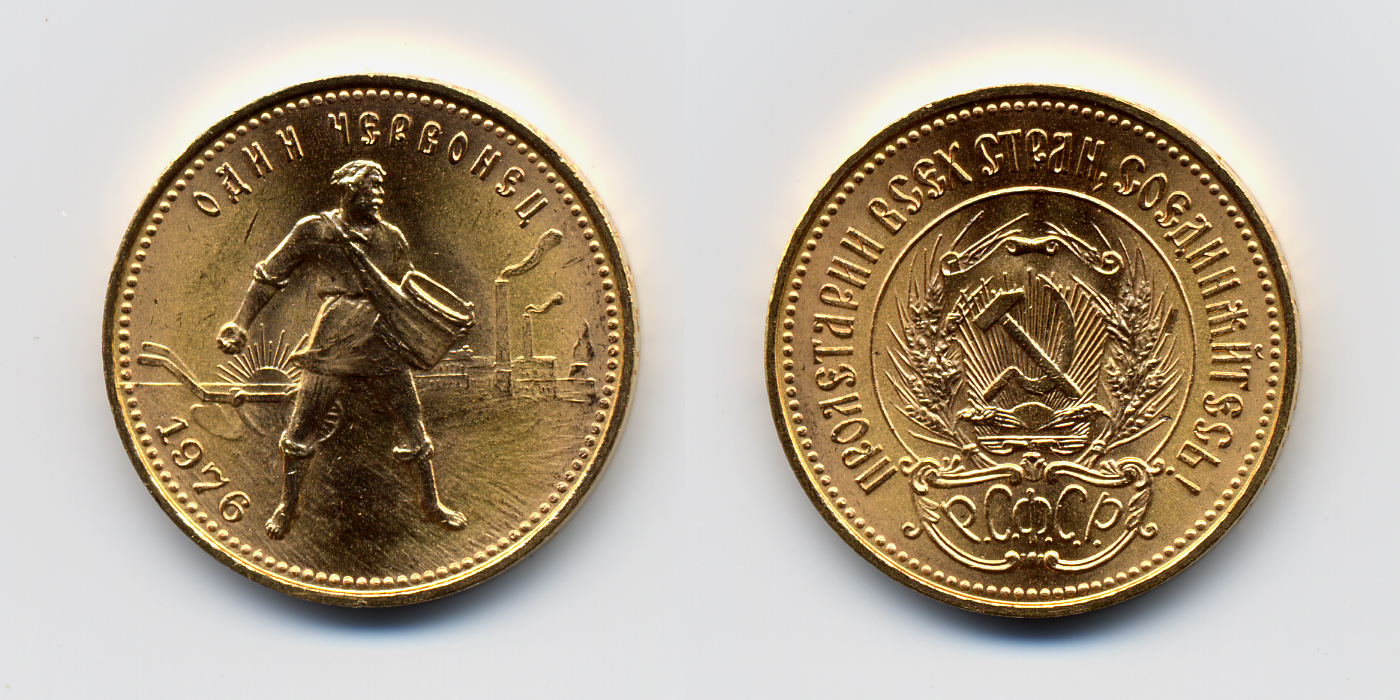
Золотой червонец — в 1975—1982 гг. чеканился как инвестиционная монета, со старой датой, номиналом в (уже) несуществующей денежной единице и символами (уже) несуществующего государства.

Номинал монеты — чеканное обозначение её номинальной стоимости.

## История

### Античный период
В Древней Греции номинал на монетах не отображался, хотя названия монет (такие как драхма, обол и т. д.) использовались как в разговорном, так и в официальном языке. Ключевым фактором стоимости монеты была стоимость драгоценного металла, из которого она была изготовлена, а курс монет из одного металла к монетам из других металлов мог быть плавающим, хотя существовали и относительно длительные периоды стабильного курса. Довольно часто отличительным признаком монеты с тем или иным названием был визуальный атрибут (изображение определённого божества, сюжета или декоративного элемента), например сова на афинских тетрадрахмах.
Аналогичных принципов придерживались античные монетные системы в других регионах (Иберия, этруски и др.)

### Древний Рим
Древнеримская монетная система была первой, где возникло и практиковалось систематическое обозначение номинала, в связи с жёсткой системой привязки друг к другу номиналов серебряных и медных монет, а также первой известной строго десятичной системой.
В республиканский период на монетах изображалась цифра, означавшая номинал в ассах (S = 1/2 — семис, IIS = 2 1/2 — сестерций, V — квинарий, X — денарий и т. п.), на более мелких монетах номинал обозначался точками (одна точка соответствовала унции = 1/12 асса). В то же время, на каждой из этих монет был свой отличительный визуальный атрибут: асс — бог Янус, семисс — Юпитер или Сатурн, триенс — Минерва, квадранс — Геркулес, секстанс — Меркурий, унция — Рома (персонификация города Рима).
В императорский период в связи с нехваткой драгоценных металлов всё большее распространение получали монеты с фиатным/фидуциарным курсом (то есть их установленная официально стоимость была меньшей, чем совокупная масса приравненных к ним мелких монет). Поэтому исчезают из обращения многие мелкие монеты, существовавшие в республике, а крупные вместо явно обозначенного номинала вновь опознаются лишь по своим внешним атрибутам и размеру. В свою очередь, визуальные атрибуты менялись от императора к императору. Часто имела место инфляция монет одного типа по отношению к другим типам (например, антониниана к денарию). Отсутствие обозначения номинала на монете является причиной того, что современным историкам трудно определить курс мелких позднеримских разменных монет (таких, как фоллис) по отношению к более крупным монетам того же периода.
Денежная система Византии, формально продолжая древнеримскую императорского периода, была более стабильной, и на медных монетах вновь последовательно обозначается номинал греческими цифрами (I = 10, К = 20, М = 40). Серебряные и золотые монеты опознавались по дизайну, размеру и весу.

### Средневековье и эпоха Возрождения
Аналогичный подход сохранился и в средние века: ключевым фактором стоимости монеты был вес содержащегося в ней драгоценного металла, а изображение на монете служило «знаком качества» монетного двора.
Тип монеты часто определялся её внешними атрибутами: в частности, для золотой монеты цехин неизменным на протяжении более 500 лет оставался её дизайн, который и позволял опознавать монету именно как цехин, а не какую-либо иную золотую монету.

### Новое время
На протяжении нескольких столетий вес определённых денежных единиц (например, пфеннига, или Пражского гроша) оставался относительно стабильным, а сами эти монеты легко опознавались и в других государствах по внешним атрибутам.
Однако с конца XVI в. в денежном обращении постепенно назревает кризис: вес денежной единицы с одним и тем же названием постепенно изменяется, как правило, в сторону уменьшения. Кроме того, отношение более крупных единиц к более мелким (например, в Польше — гроша к солиду) также из реального постепенно становится фидуциарным (доверительным), так как весовое соотношение между крупными и мелкими номиналами не всегда соответствует их установленному законом соотношению; в более крупных монетах начинают «экономить» на металле.
Во избежание хаоса в обращении, с начала XVII века монетные дворы в немецких и скандинавских государствах начинают отражать на монетах номинал в виде отношения к самой мелкой денежной единице (1, 2, 3 и т. п. пфеннига / скиллинга). При этом население по прежнему воспринимает весовое отношение как базовое, поэтому периодически власти вынуждены девальвировать монеты с высоким номиналом, исходя из их реального веса / покупательной способности.

### Возрождение десятичной системы
Денежная реформа Петра Великого в Российской империи не только установила строго десятичную денежную систему (что в то время было довольно редким явлением в других государствах), но и сделала обязательным отображение номинала на всех монетах. Для монет малых номиналов он отображался не цифрами, а названием соответствующей единицы: полушка = 1/4 копейки, денга = 1/2 копейки, алтын = 3 копейки, гривенник = 10 копеек.
Почти одновременно с Петром в Швеции был отчеканен нотдалер Герца. Указанный на нём номинал в 1 далер серебром был вынужденной мерой, так как стоимость монеты была существенно более низкой, чем у серебряного далера. Поскольку правительство не смогло удержать инфляцию, курс нотдалера быстро упал по сравнению с номиналом, и он вскоре был изъят из обращения.
С середины XVIII века указание номинала становится распространённой практикой в германских государствах. К концу XVIII века номинал появился на большинстве монет Европы и Османской империи, а в XIX веке стал обычной практикой. Причиной стал растущий дефицит драгоценных металлов при одновременно растущей потребности в разменной монете, фидуциарная стоимость которой по отношению к серебряной и золотой монете устанавливалась административно. Фактически с этого времени стоимость монет всё больше отрывается от себестоимости металла их изготовления, а сами монеты становятся фидуциарными деньгами, то есть такими, чей номинал лишь относительно привязан, или вовсе не привязан к себестоимости и является предметом доверия.
Для золотых монет (кроме инвестиционных и коллекционных) их номинал продолжал сохранять жёсткую связь с их реальной стоимостью вплоть до крушения Бреттон-Вудской системы и отказа от золотого стандарта. Фактически золотые монеты вышли из обращения уже сразу после Великой депрессии, когда США отказались от золотого стандарта. Серебряные монеты вышли из обращения в различных странах мира не позднее начала 1970-х гг. (Австрия, Италия, Канада, Мексика, Нидерланды, полудоллары США), а в большинстве стран намного раньше.

## Номинал как отличительный признак монеты
К концу XX века, по сложившейся практике, существенным, хотя и не единственным, отличием монет от медалей или жетонов (токенов) является наличие номинала либо в денежных единицах, либо (только для памятных или инвестиционных монет) в массе ценного металла в граммах или унциях. Дополнительным признаком монеты может служить наличие атрибутов официального монетного двора и/или символов выпускающего государства.
Исключения довольно редки: например, британские памятные кроны (5 шиллингов, а после десятичной реформы — 25 пенсов) традиционно не содержат на себе указаний на номинал. Тем не менее, на сайте британского монетного двора, а также в нумизматических каталогах они упоминаются как монеты номиналом в крону (или 25 пенсов) из-за своего типичного размера и дизайна.

## Необычные типы номинала
На китайских серебряных монетах династии Цин (конец XIX — начало XX века) номинал мелких серебряных монет указывался в их содержании серебра (7 мейс 2 кандарина; 3 мейс 6 кандарин; 1 мейс 4.4 кандарин и 7.2 кандарин, то есть 1, 1/2, 1/5 и 1/10 от крупнейшей из серебряных монет), тогда как на медных он указывался в разменной денежной единице (кэш).

## На коллекционных и инвестиционных монетах
Номинал коллекционных и инвестиционных монет — обычно существенно ниже себестоимости данной монеты. Это связано с тем, что банки и монетные дворы, продающие памятные монеты, не заинтересованы в их возврате; номинал означает, что банк готов принять монету по цене не выше обозначенной на её аверсе, поэтому в реальности памятные монеты перепродаются между коллекционерами по их рыночному курсу.
На некоторых инвестиционных монетах вместо номинала в денежных единицах (или вместе с ним) указывается масса драгоценного металла. Ряд банков готовы принимать обратно инвестиционные монеты, возмещая их стоимость (с уплатой налога, комиссионных или других пошлин) по текущей стоимости инвестиционного металла — таким образом, металлический номинал в данном случае имеет приоритет над номиналом в денежной единице.
Для коллекционных монет указание массы металла скорее является необычным, так как они ценятся не столько за содержание металла, сколько по эстетическим или памятным критериям.

## На токенах
Токены (жетоны) являются денежными суррогатами с ограниченной сферой обращения.
Токены без номинала (например, жетоны метро, казино и т. п.) обычно имеют плавающий курс, меняющийся в зависимости от изменения стоимости поездки, игры и т. п.
Токены с номиналом принимаются строго по указанному на них номиналу. Иногда номинал токена выражается не в денежных единицах, а в эквиваленте — единицы товаров или услуг (200 г масла, 1 поездка и т. п.). В этом качестве токены отличаются от товарных карточек или купонов тем, что сами по себе являются оплатой за товар или услугу, тогда как карточка или купон может лишь давать право на приобретение и/или на определённую скидку.
В ряде случаев денежные суррогаты (ранние доконфедеративные токены Канады, некоторые токены Кондера, некоторые американские токены трудных времён и т. п.) не имели номинала в связи с тем, что это привело бы к нарушению законодательства об изготовлении фальшивых денег, или же их номинал выражался в неофициальных единицах (например, «су» в Нижней Канаде), однако их размер и другие характерные особенности оформления позволяли обывателям распознавать их номинал и использовать как средство оплаты в ограниченных случаях.

## На банкнотах
Банкноты возникли как вспомогательный финансовый инструмент, дополнительный к монетам. В отличие от монет, их стоимость никогда не была привязана к материалу, из которого они изготавливались (то есть банкноты всегда представляли собой фидуциарные деньги). По этой причине, в отличие от монет, на банкнотах на протяжении их истории всегда обозначался номинал.

## На ценных бумагах
Номинал ценных бумаг (акций, облигаций, векселей и т. п.) может включать несколько составных элементов:
- собственно номинал — стоимость, по которой эмитент обязуется выкупить бумагу в обозначенный на ней момент погашения. Выкуп ценной бумаги до момента погашения может быть связан с дополнительными условиями, обозначенными непосредственно на ней, или в договоре о покупке;
- номинал может выражаться как в собственной валюте страны, где находится эмитент, так и в валюте другой страны, или других условных единицах (эквивалент товара или ценного металла)
- в дополнение к номиналу на ценных бумагах могут указываться другие компоненты (например, проценты, подлежащие выплате в фиксированные сроки)
- при перепродаже ценных бумаг между держателями до срока погашения их курс является плавающим, на основании текущей котировки, то есть отличается от номинала.